# Tazicheng (köpinghuvudort i Kina, Heilongjiang Sheng, lat 46,61, long 123,06)
Tazicheng (kinesiska: 塔子城, 塔子城镇) är en köpinghuvudort i Kina. Den ligger i provinsen Heilongjiang, i den nordöstra delen av landet, omkring 290 kilometer väster om provinshuvudstaden Harbin. Antalet invånare är 15 450. Befolkningen består av 7 709 kvinnor och 7 741 män. Barn under 15 år utgör 15,0 %, vuxna 15-64 år 77 %, och äldre över 65 år 6,0 %.
Runt Tazicheng är det ganska tätbefolkat, med 80 invånare per kvadratkilometer. Det finns inga andra samhällen i närheten. Trakten runt Tazicheng består till största delen av jordbruksmark.
Genomsnittlig årsnederbörd är 664 millimeter. Den regnigaste månaden är juli, med i genomsnitt 232 mm nederbörd, och den torraste är januari, med 6 mm nederbörd.